# Німецький національний Союз
Німецький національний Союз (нім. Deutscher Nationalverein) був псевдопартійною організацією, яка виникла з коаліції лібералів і помірних демократів в 1859 році і яка продовжувала свою діяльність до 1867.  Метою Союзу було створення ліберальної "малонімецької" держави (тобто без Австрії) під проводом Пруссії. На крайній випадок Союз був готовий прийняти тимчасове диктатуру Пруссії, до тих пір поки він не може призвести до утворення німецької національної держави.
У програмі було заплановано створення національної прогресивної партії, але не через розбіжності у поглядах на роль Пруссії між предстваниками Північної та Південної Німеччини цей план не був реалізований..
Союз в цілому відкидав революційні методи, але деяка частина демократичного крила намагався боротися революційним шляхом. Отож, Союз зосередився на проведенні всіх можливих  законних способів державного будівництва. Партнерами в цьому проекті повинен був бути прусський уряд, оскільки члени Союзу були впевнені, що тільки Пруссія здатна об'єднати Німеччини. Найвпливовішими членами Союзу були Рудольф Беннінгсен, Германн Шульце-Деліч, Аугуст Людвіг Рошау і Феодор Штрайт. Останній був єдиним представником від демократичного крила.

## Заснування Союзу

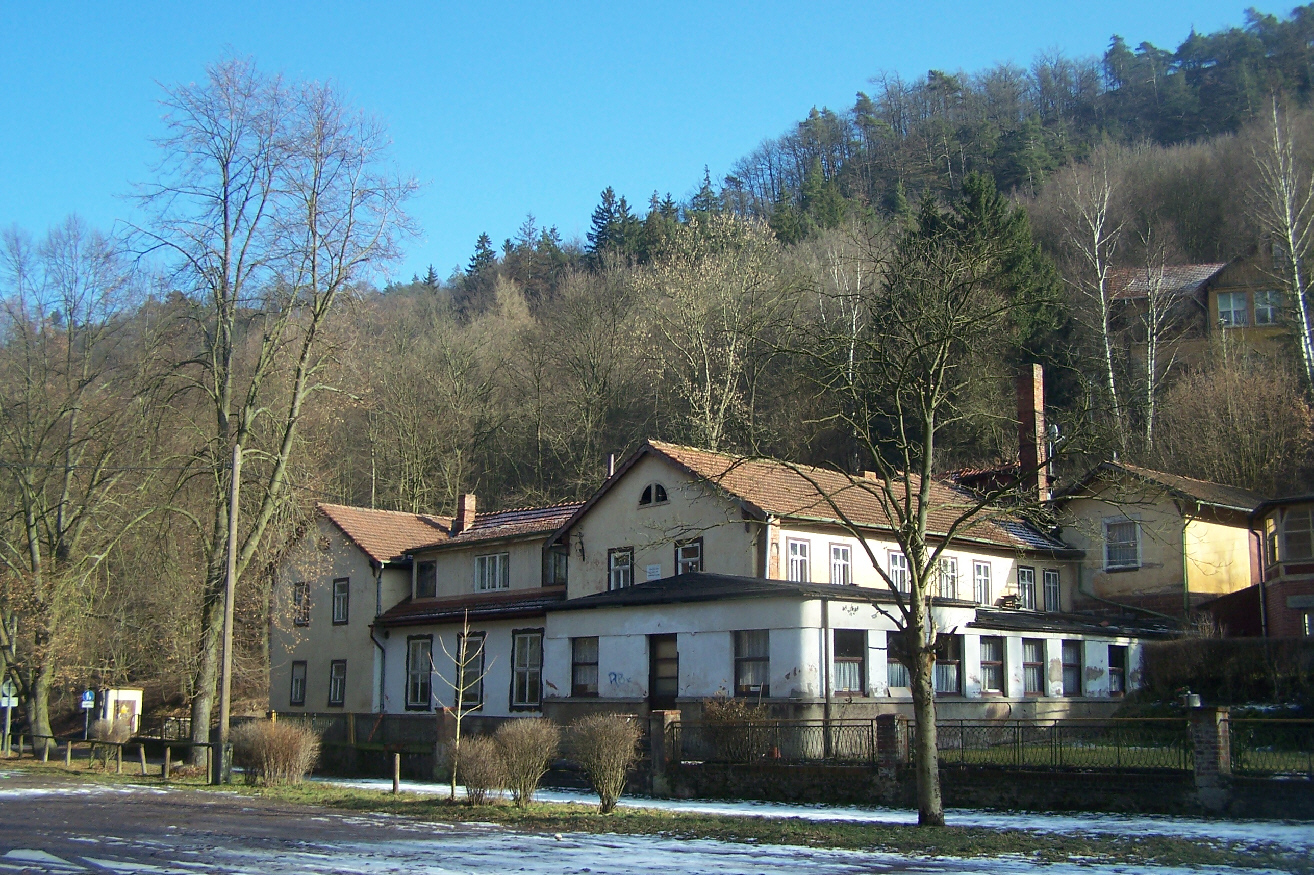
Айзенах, готель "Фантазія", Місце заснування Німецького національного Союзу

Союз повстав  під враженням від "Нової Ери" в Пруссії і Австро-італо-французької війни. Попередню роботу зі створення Союзу було почато в 1958 р. на Конгресі німецьких господарів і в липні 1859 р. на засіданнях зустрічах демократів в Айзенаху і лібералів у Ганновері. 14 серпня 1859, нарешті, зустрілися обидві групи в Айзенахе і прийняли другу Айзенахську деклаоацію, котру можна було зрозуміти як програму об'єднання. В ній організатори закликали до обрання національного парламенту, створення центральної влади, кінець Німецького союзу та передача необхідних дипломатичних і військових сил усієї Німеччини до рук Пруссії.
Незважаючи на те, що об'єднання мало чітку "малонімецьку" орієнтацію, з уваги на південно-німецьких демократів і лібералів було відмовлено від негативної оцінки Австрії, яка у різкій формі була висловлена на зустрічі лібералів в Ганновері.
Офіційне заснування Союзу було завершено 15-16 вересня 1859 р в Франкфурті-на-Майні. Після цього Союз перебував у стадії організаційної та програмної розбудови. З мети національної держави Союз незабаром розвинувся у національний символ. У цьому контексті, безумовно, треба розуміти флотський збір, який був прийнятий рішенням Союзу на Генеральній Асамблеї. Відтоді Союз збирав гроші на  розвиток німецького флоту і ці гроші були передані прусському  воєнному міністрові фон Рону.

## Від кінця "Нової ери" до кінця Союзу
Коли "Нова Ера" в 1861/62 р. в Пруссії добігла кінця, але прусський уряд не проявив жодних спроб об'єднання Німеччини, та коли в 1862 році Отто фон Бісмарк був призначений новим прем'єр-міністром Пруссії, Союз мусив змінити свою стратегію. Оскільки не можна було більше думати про співпрацю з прусським урядом після того, як Бісмарк показав себе реакційним політиком, Союз з 1862 р. почав дрейфувати вліво. Він підніс Конституцію 28 березня 1849 до рівня своєї програми і заявив: "У ній по суті все включене".  Насправді, праве крило Союзу знайшло у Конституції провідну роль Пруссії, а ліве, навпаки, особливо оцінило Конституцію за основні положення політичних прав.
При цьому Союз наполягав на необхідності національного об'єднання Німеччини. Після того, як в 1861 році в Пруссії дійшло до заснування Німецької прогресивної партії як "Екзекутиви Союзу" (керівництво партії було поставлене прусським керівництвом Союзу), в німецьких малих і середніх державах Німеччини в 1862 році почали створюватися партії прогресу, в значній мірі ініційовані Союзом. Була надія, що ці партії будуть так само успішними, як прусська, яка виграла вибори вже в рік свого заснування. Отож, були сподівання на досягнення більшості в інших парламентах, що давало можливість тиску на уряди. Тактика була тою, що інші німецькі уряди будуть чинити тиск на уряд Пруссії.
Проте, з 1863 р. настала криза. Під час другої Шлезвіг-Гольштейнської війни Союз почав свою агітацію на користь новоутвореного "Комітету тридцяти шести". Сподівалося, що ці два герцогства будуть звільнені від добровольчих об'єднань і стануть частиною нової німецької національної держави. Та у цьому моменті Союз був обіграний Бісмарком. Він уклав союз з Австрією, що дало можливість завоювати герцогства при посиланні на міжнародне право, а не ідею національного об'єднання.
Після закінчення Шлезвіг-Гольштейнської кризи почалися зусилля з реактивації Союзу, які проявилися у жовтні 1864 р. Союз тепер мав більше боротися за своє існування, ніж за свої цілі. Коли справа у 1866 р. дійшла до Австро-прусської війни, а потім до утворення Північнонімецької конфедерації, Союз розділився. Праве крило в той час шукало компромісу з Отто фон Бісмарком і було готове погодитися політичним проектом, а ліве крило з Союзу вийшло зовсім. Таким чином, правиця стала партнером уряду, хоча і молодшим, а пізніше з неї утворилася Націонал-ліберальна партія.
В той час, коли Союз у 1862 р. мав більш ніж 25000 членів і тверді позиції в керівництві масових організацій, в 1867 р. в ньому залишилося хіба би одна тисяча осіб. Тим не менш, Націонал-ліберальна партія, яка виникла з решток Союзу, виграла як на виборах в 1867 р. до Північно-німецького, так і в 1871 р. до загально-німецького рейхстагу.